# Evangelische Kirche Pfaffenhoffen

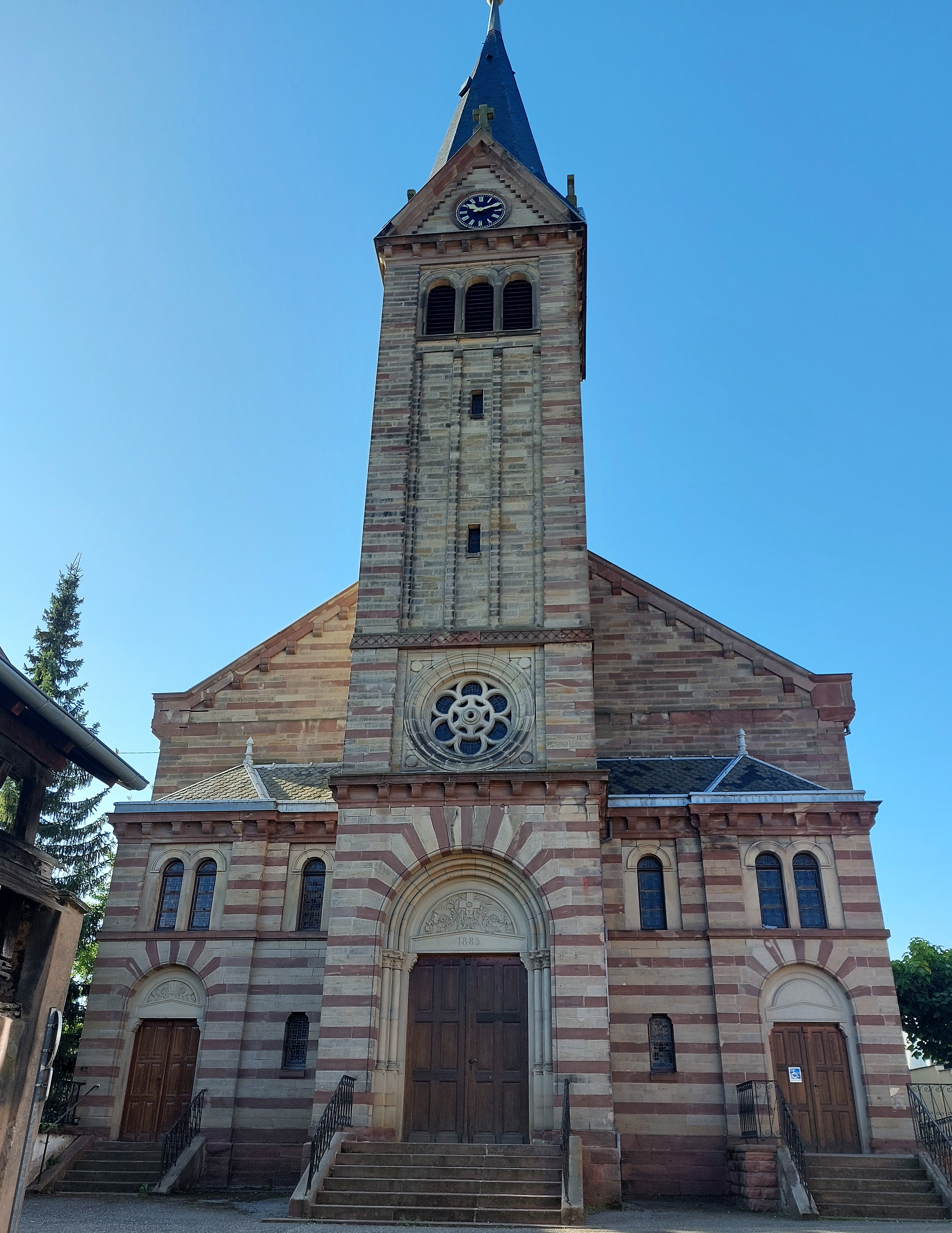
Evangelische Kirche Pfaffenhoffen

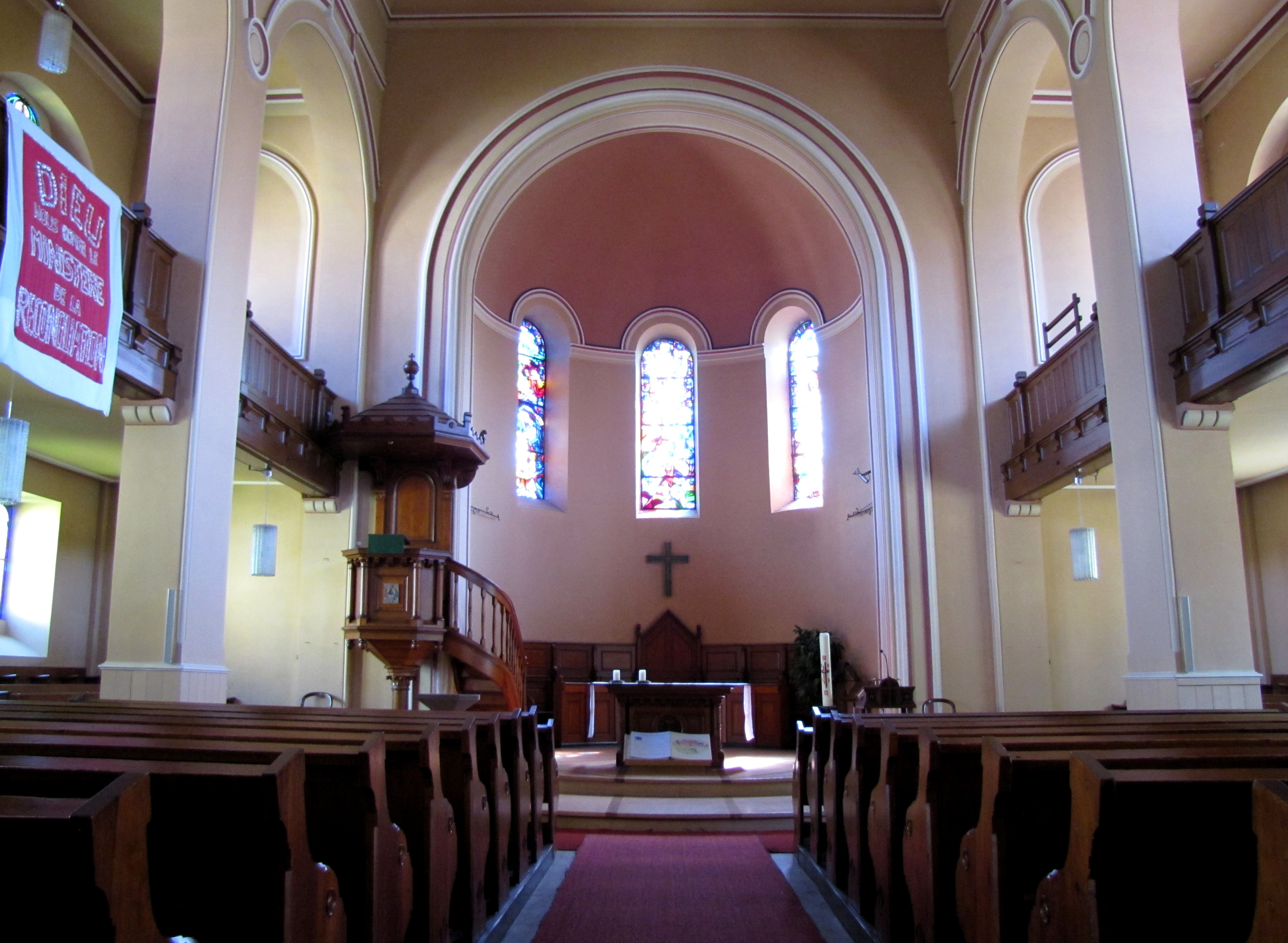
Innenraum

Die Evangelische Kirche (französisch: Temple Protestant) befindet sich in Pfaffenhoffen, einem Ortsteil der Stadtgemeinde Val-de-Moder im Nordosten der Europäischen Gebietskörperschaft Elsass. Sie gehört der Protestantischen Kirche Augsburgischen Bekenntnisses von Elsass und Lothringen an.

## Geschichte
Mit der Einführung der Reformation durch Graf Philipp IV. wurde die Grafschaft Hanau-Lichtenberg, zu der Pfaffenhoffen gehörte, 1538 lutherisch. Ab 1546 wirkte der mit der Reformation der Grafschaft beauftragte Pantaleon Blasius als Pfarrer und Superintendent in Pfaffenhoffen. Nach dem Reunionskrieg (1683–1684) diente die Kirche bis 1889 als Simultankirche beider Konfessionen. Bereits 1853 bestanden Pläne zur Errichtung einer eigenen evangelischen Kirche, aber erst 1882 bis 1885 erfolgte auf dem „Grafenhof“ durch den Straßburger Architekten Jacques Albert Brion in den Formen des Rundbogenstils ein Neubau als flachgedeckte Hallenkirche mit halbkreisförmiger Apsis und vorgestelltem Kirchturm, der am 6. September 1885 eingeweiht wurde.

## Ausstattung
Die Kirche hat ihre bauzeitliche Ausstattung mit Presbyterbank, Tischaltar, Kanzel, Gestühl und Emporen bewahrt.

## Orgel

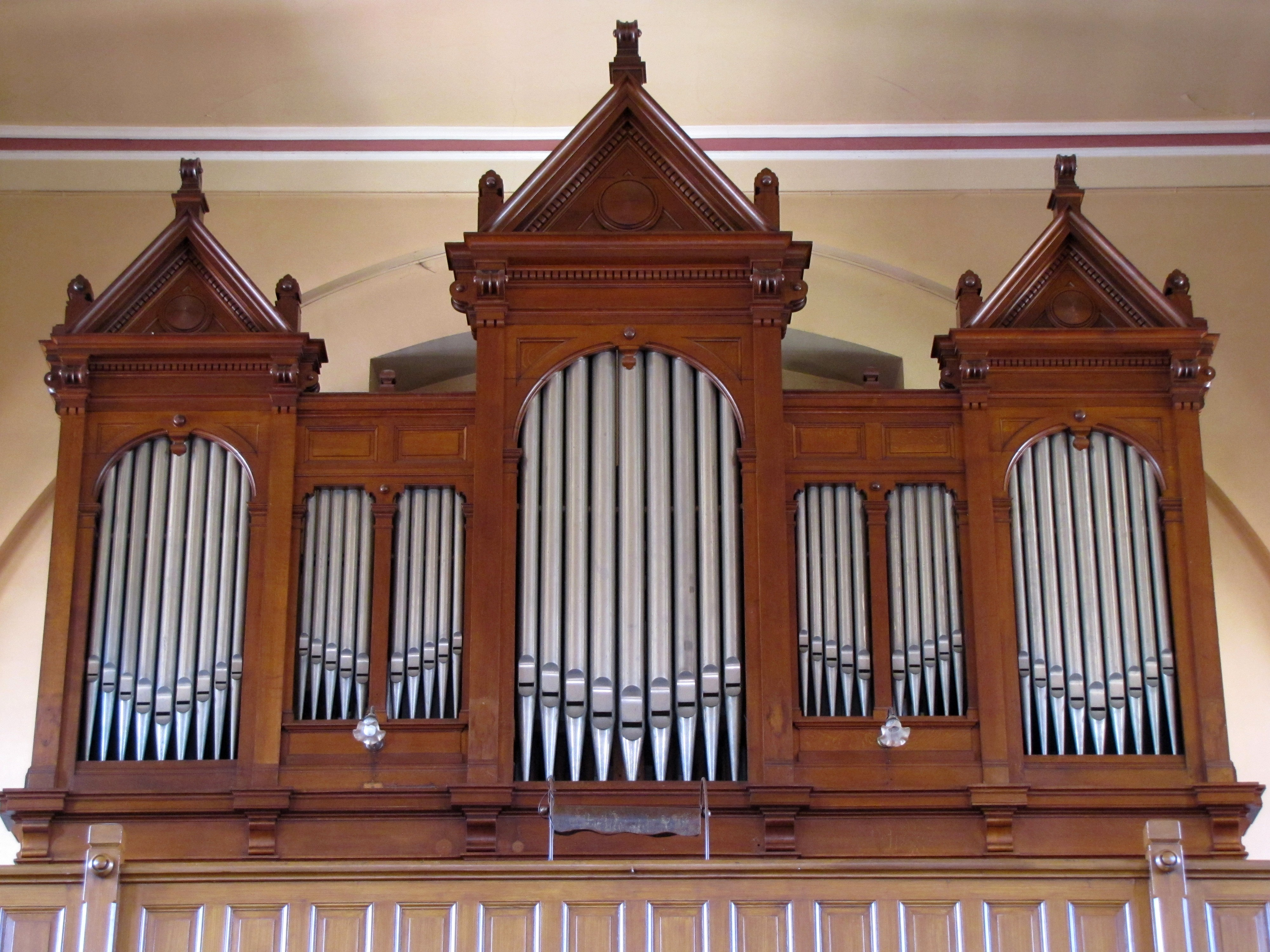
Orgel

Nach ihrer Fertigstellung erhielt die Kirche 1889 eine Orgel der Firma Dalstein-Haerpfer. 1890 spielte Albert Schweitzer, dessen Großvater Chrétien Philippe Schweitzer während der Erbauungszeit der Kirche Bürgermeister des Ortes und Schatzmeister der Kirchengemeinde war, auf der Orgel, deren weichen Klang er lobend erwähnte. Die Orgel besitzt die folgende Disposition:
| Grand-Orgue C–g3 |                     |                   |
| 1.               | Bourdon             | 16′               |
| 2.               | Principal           | 08′               |
| 3.               | Flöte               | 08′               |
| 4.               | Gedeckt             | 08′               |
| 5.               | Viola di Gamba      | 08′               |
| 6.               | Octav               | 04′               |
| 7.               | Octav               | 02′               |
| 8.               | Mixtur-Cornett II–V | 02 ⁄3′ und 1 3⁄5′ |
| 9.               | Trompete            | 08′               |

| Récit expressif C–g3 |                   |    |
| 10.                  | Geigen-Principal  | 8′ |
| 11.                  | Lieblich-Gedeckt  | 8′ |
| 12.                  | Salicional        | 8′ |
| 13.                  | Traversflöte      | 4′ |
| 14.                  | Fagott & Hautbois | 8′ |

| Pédale C–d1 |             |     |
| 15.         | Subbass     | 16′ |
| 16.         | Violonbass  | 16′ |
| 17.         | Violoncello | 08′ |

- Koppeln: II/I, I/P